# James Douglas Conley

Wappen von James Douglas Conley

James Douglas Conley (* 19. März 1955 in Kansas City, Missouri, USA) ist ein US-amerikanischer Geistlicher und Bischof von Lincoln.

## Leben
James Douglas Conley konvertierte am 6. Dezember 1975 zur römisch-katholischen Kirche. Er empfing am 18. Mai 1985 das Sakrament der Priesterweihe für das Bistum Wichita.
Am 10. April 2008 ernannte ihn Papst Benedikt XVI. zum Titularbischof von Cissa und zum Weihbischof in Denver. Der Erzbischof von Denver, Charles Joseph Chaput OFMCap, spendete ihm am 30. Mai desselben Jahres die Bischofsweihe; Mitkonsekratoren waren der Bischof von Wichita, Michael Owen Jackels, und der Bischof von Salina, Paul Stagg Coakley. Von 8. September 2011 bis 18. Juli 2012 war James Douglas Conley zudem Apostolischer Administrator von Denver. Am 14. September 2012 berief ihn Benedikt XVI. zum Bischof von Lincoln. Die feierliche Amtseinführung (Inthronisation) fand am 20. November desselben Jahres statt.
Nachdem bei ihm eine schwere Depression diagnostiziert worden war, bat er um vorübergehende Entlastung von seinen Aufgaben. Papst Franziskus ernannte am 13. Dezember 2019 den Erzbischof von Omaha, George Joseph Lucas, für die Dauer seiner krankheitsbedingten Abwesenheit zum Apostolischen Administrator von Lincoln. Am 13. November 2020 nahm er seine Amtsgeschäft wieder auf.